# جاكسون رودريغيز
جاكسون رودريغيز (بالإسبانية: Jackson Rodríguez)‏ مواليد 25 فبراير 1985 في فنزويلا، هو دراج فنزويلي في صنف سباق الدراجات على الطريق. شارك في دورة الألعاب الأولمبية الصيفية.

## روابط خارجية
- جاكسون رودريغيز على موقع الاتحاد الدولي للدراجات (الإنجليزية)
- جاكسون رودريغيز على موقع أرشيف الدراجات (الإنجليزية)
- جاكسون رودريغيز على موقع إحصائيات الدراجات الإحترافية (الإنجليزية)
- جاكسون رودريغيز على موقع نسبة الدراجات (الإنجليزية)
- جاكسون رودريغيز على موقع CycleBase (الإنجليزية)
- جاكسون رودريغيز على موقع أوليمبيديا (الإنجليزية)